# GAC GA8
GAC GA8 — серия легковых автомобилей бизнес-класса, выпускаемых компанией GAC Group под брендом Trumpchi с 2015 года.

## Первое поколение (2015—2019)
Автомобиль GAC GA8 впервые был представлен на Автосалоне в Шанхае в 2015 году. Серийно автомобиль выпускается с апреля 2016 года. Цены варьировались от 149800 до 259800 юаней.
За всю историю производства автомобиль оснащался 2-литровым двигателем внутреннего сгорания мощностью 197 л. с. и крутящим моментом 300 Н⋅м, который сочетался в паре с автоматической, шестиступенчатой трансмиссией. Максимальная скорость составляла 225 км/ч. Разгон до 100 км/ч составляет 7,9 сек.

### Галерея

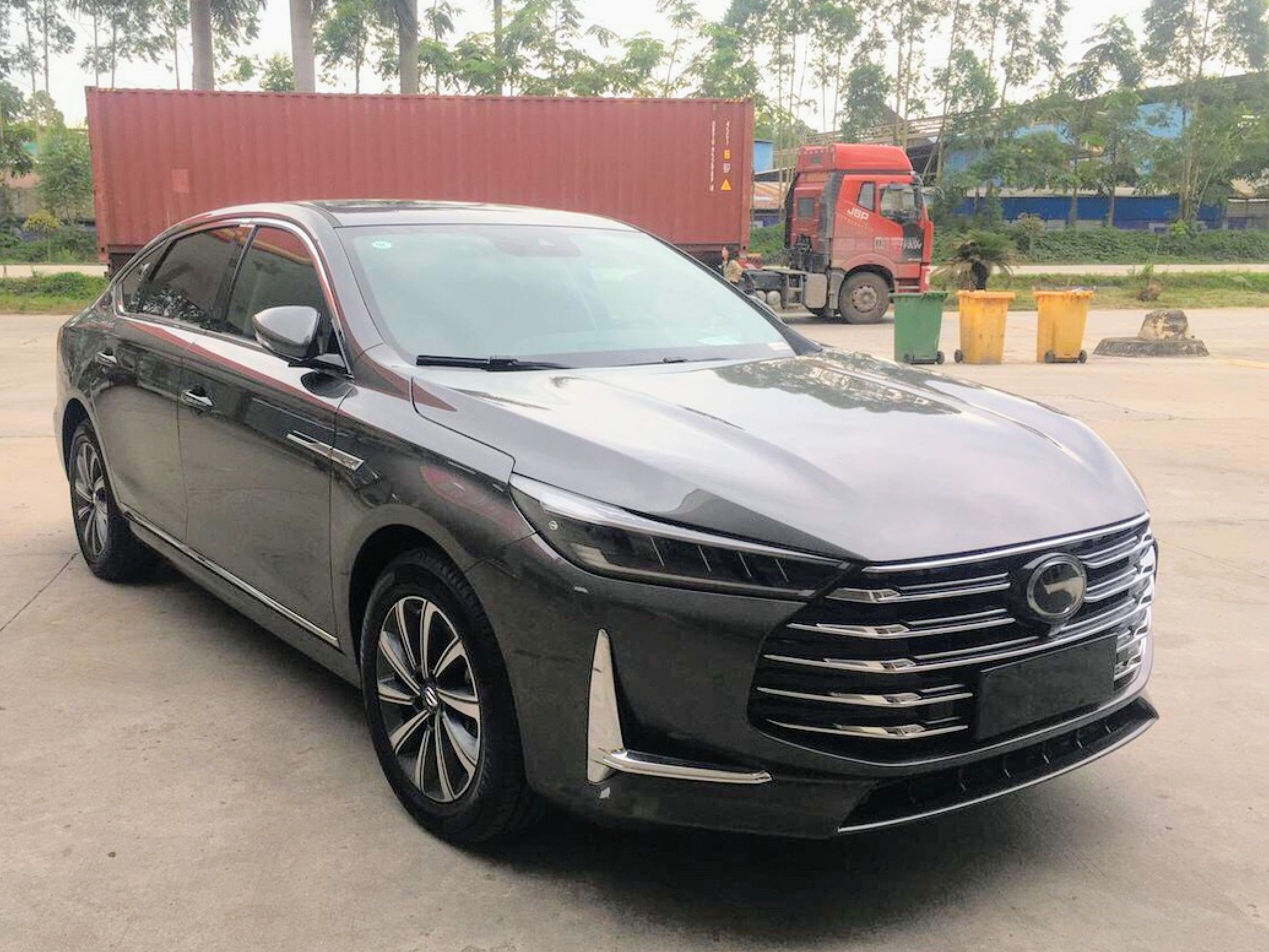
Вид спереди
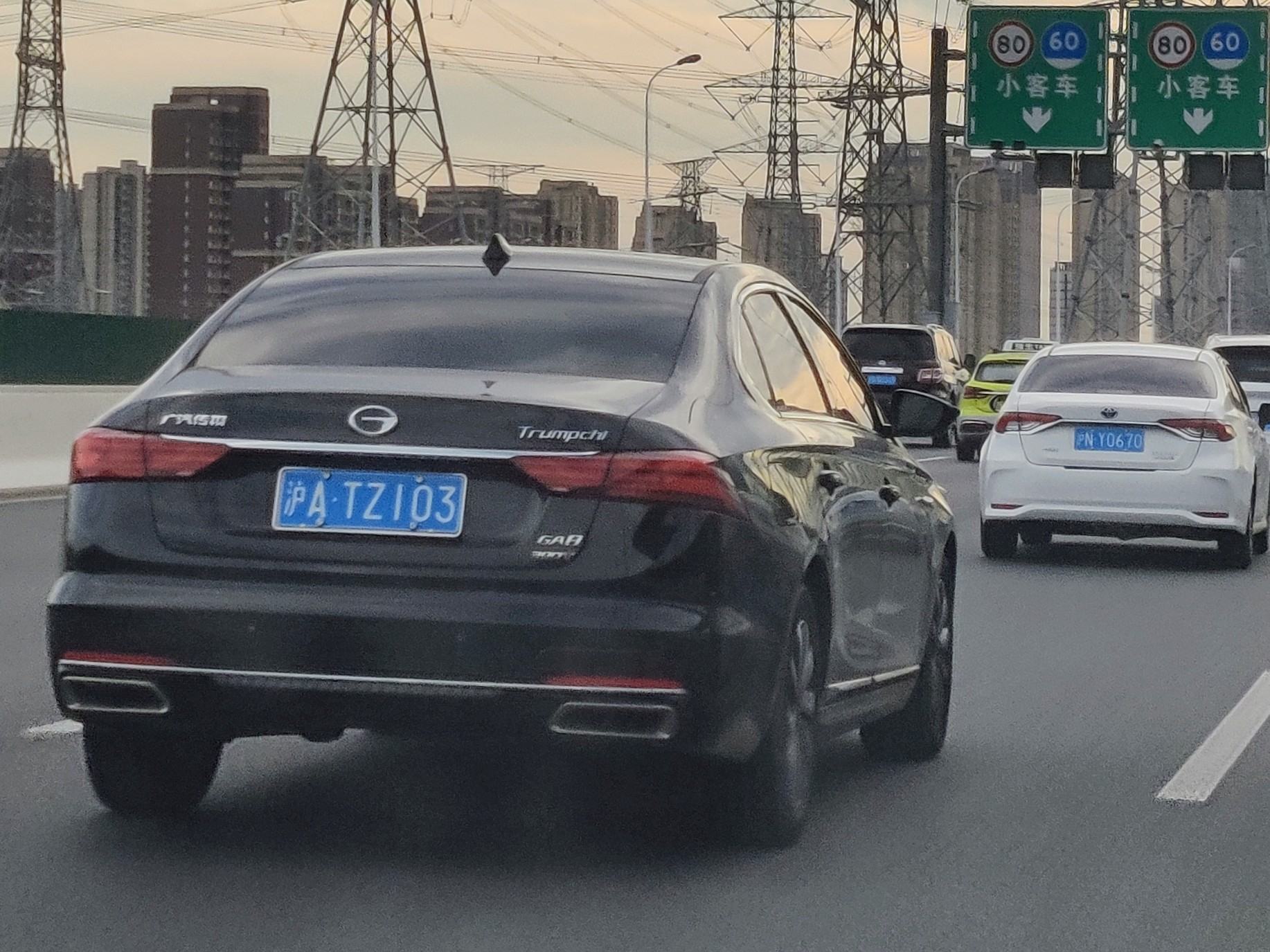
Вид сзади

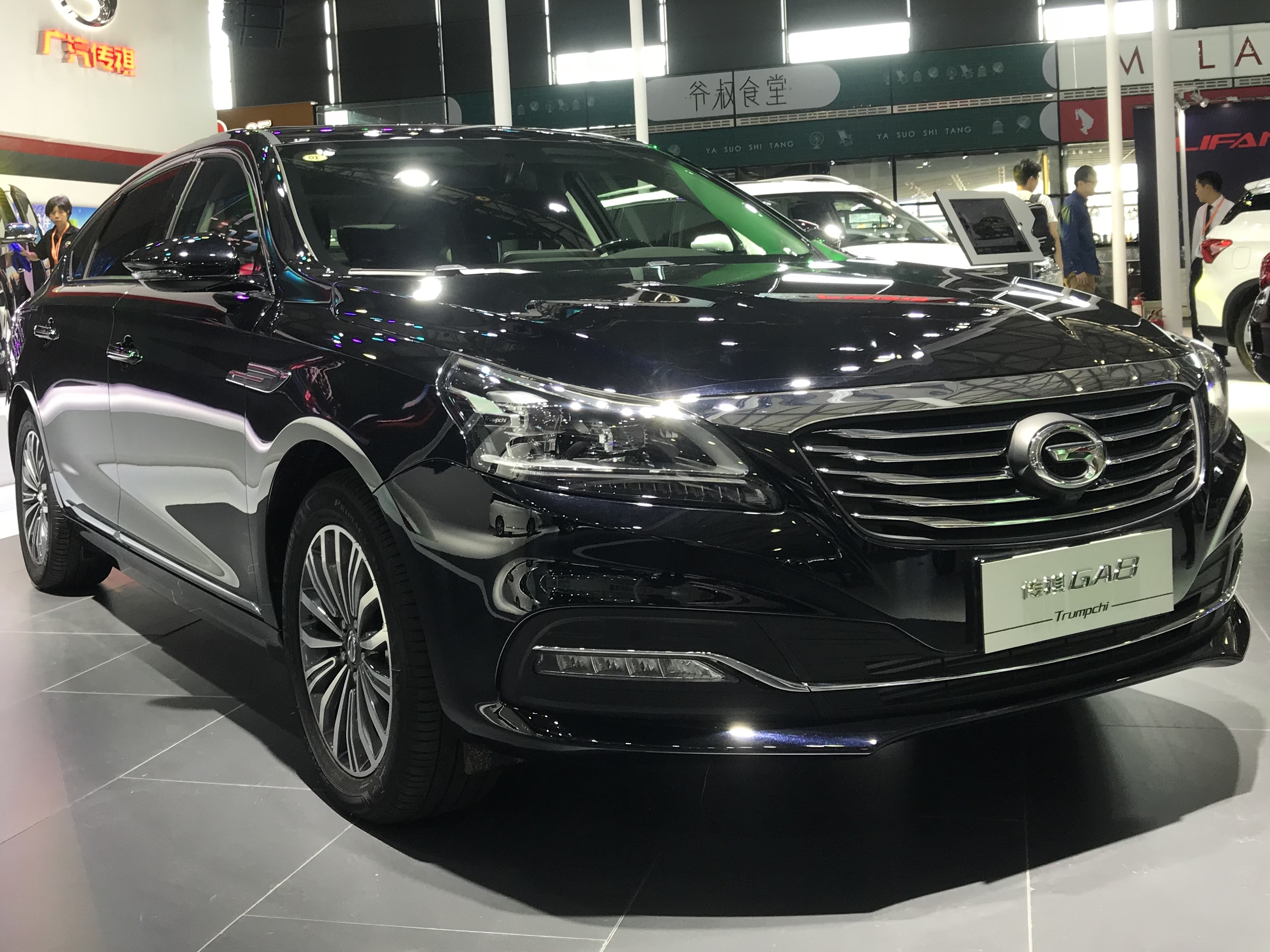
Вид спереди
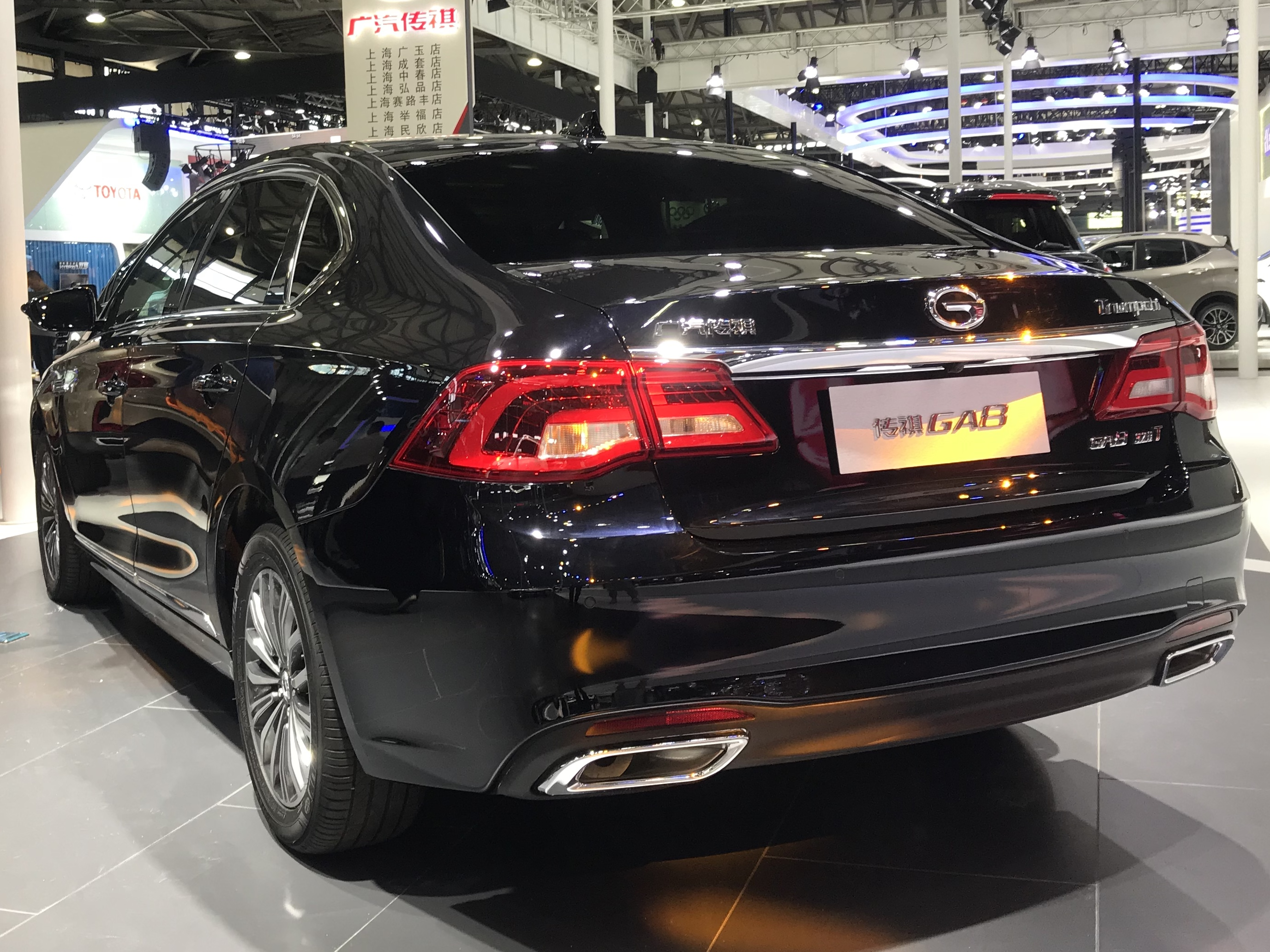
Вид сзади

## Второе поколение (с 2020)
Второе поколение GAC GA8 было представлено на Пекинском автосалоне 2020. Продажи начались в 2021 году.

### Галерея
- Вид спереди
- Вид сзади